# Rauenbuch
Rauenbuch (fränkisch: Rau-buch) ist ein Gemeindeteil der Stadt Leutershausen im Landkreis Ansbach (Mittelfranken, Bayern). Die Gemarkung Rauenbuch hat eine Fläche von 5,288 km². Sie ist in 493 Flurstücke aufgeteilt, die eine durchschnittliche Fläche von 10.725,51 m² haben. In ihr liegen neben dem namensgebenden Ort die Gemeindeteile Görchsheim, Hannenbach und Weißenmühle.

## Geografie
Der Weiler liegt am linken Ufer der Altmühl und am Bannwiesengraben, der dort als rechter Zufluss in die Altmühl mündet. 1 km nordöstlich erhebt sich der Eichranken und der Rauenberg (466 m ü. NHN), 1,5 km östlich der Rotenberg (470 m ü. NHN). 0,5 km südwestlich liegt das Mönchsholz.
Über die Staatsstraße 2249 gelangt man nach Leutershausen (2,5 km nordwestlich) bzw. an der Weißenmühle vorbei nach Niederdombach (2 km südöstlich). Eine Gemeindeverbindungsstraße führt nach Hannenbach zur Staatsstraße 2246 (2,5 km nordöstlich).

## Ortsnamendeutung
Der Ortsname wird gedeutet als „Siedlung bei dem struppigen (= mit niederem Gebüsch bewachsenen) Buchenwald“.

## Geschichte
Die früheste Nennung des Ortes als „Ruhenbuch“ stammt von 1282. Im frühen 14. Jahrhundert ist im Eichstätter Lehenbuch ein Hof als Sitz des Steinpergs von Pfaffenangst erwähnt. Den Zehnt, ebenfalls Eichstätter Lehen, schenkte der Eichstätter Bischof Friedrich IV. von Oettingen 1390 dem Kollegiatstift Herrieden; 1520 wurde er von der Gemeinde Rauenbuch erworben und durch eine festgesetzte Abgabe ersetzt. 1422 kamen die Herren von Seckendorff zu Leutershausen in den Besitz des Hofes und errichteten hier eine große Schäferei und wohl bald darauf auch einen Edelsitz, denn 1450 wird ein Hans von Seckendorff „zu Rauenbuch“ genannt. 1550 (1551?) ist ausdrücklich von einem Schloss Rauenbuch die Rede, als in diesem Eukarius von Zobel zu Rammersdorf durch einen Schuss getötet wurde. 1582 kam Endres Fuchs von Bimbach zu Möhren, Statthalter zu Neuburg an der Donau, nach dem Tod der Mutter seiner Gemahlin auf dem Erbwege in den Besitz des Schlosses; er war seit 1546 mit Magdalena von Seckendorff verheiratet, die 1564 kinderlos starb. Er besaß auch Rauenbucher Rechte, die der Bischof von Eichstätt ihm 1572 als Eigen gegeben hatte. Am 29. Mai 1594 verkaufte er den Sitz Rauenbuch (und seinen Besitz in Leutershausen) mit allen Zugehörungen und Untertanen an den Markgrafen Georg Friedrich; zu dem zu dieser Zeit noch intakten Schloss mit Springbrunnen, schönen Gärten und Wassergraben gehörten sechs Weiher, 50 Tagewerk Wiesen, 55 Morgen Feld, 96 Jauchert Wald, ein fast vier Kilometer langes Fischrecht an der Altmühl und das Recht, 500 Schafe zu halten. An Untertanen saßen fünf in Rauenbuch, drei in Leutershausen, einer in Röttenbach, zwei in Oberdombach und zwei in Sachsen bei Leutershausen; außerdem gehörte ein Schaf- und ein Kuhhirt zum Gut Rauenbuch. Der Markgraf unterstellte Rauenbuch mit dem nun unbewohnten Schloss (so 1608) unter die Verwaltung des brandenburg-ansbachischen Klosterverwalteramtes Sulz. Gegen Ende des Dreißigjährigen Krieges verbrannten die Schweden 1647 das Schlossgut und den Ort. Das Schloss wurde in der Folge abgebrochen, zuletzt der Turm, der Ort aber nach und nach wieder aufgebaut. Im 16-Punkte-Bericht von 1681 heißt es, dass das Schloss jetzt ein Bauernhaus sei, in dem gebraut werde; der Ort würde sechs Untertanen, darunter einen markgräflichen „Weiler-Vogt“, aufweisen. Der Gutsbetrieb des ehemaligen Schlosses wurde bis 1732 aufrechterhalten. Die Vettersche Oberamtsbeschreibung von 1732 schildert Rauenbuch als einen Weiler mit einem durch Verkäufe zu einem Gütlein heruntergekommenen Schlossgut, mit acht Untertanen des Klosterverwalteramtes Sulz und mit einem gemeindlichen Hirtenhaus. Gepfarrt war der Weiler nach St. Peter in Leutershausen (bis zur Reformation nach Neunstetten im Bistum Eichstätt). Die Untertanen waren vom Zehnt befreit, bis auf den Fischer, der teils dem Klosteramt Sulz, teils dem eichstättischen Kapitel in Herrieden Abgaben leisten musste. Die Rechte lagen beim Klosterverwalteramt Sulz, die Vogtei außer Etters und die Fraisch wurden jedoch vom brandenburg-ansbachischen Stadtvogteiamt Leutershausen wahrgenommen. Gegen Ende des 18. Jahrhunderts bestand der Ort aus zehn Anwesen, die alle dem brandenburg-ansbachischen Stadtvogteiamt Leutershausen untertan waren: ein Dreiviertelhof, fünf Köblergüter, ein Köblergütlein, die Weißenmühle, ein bezimmertes Feldlehen (das Schafhöflein) und ein Tropfhaus. Außerdem gab es im Ort ein Hirtenhaus und ein Armenhaus der Gemeinde. Von 1797 bis 1808 unterstand der Ort dem Justizamt Leutershausen und Kammeramt Colmberg.
1806 kam Rauenbuch an das Königreich Bayern. Im Rahmen des Gemeindeedikts wurde Rauenbuch 1808 dem Steuerdistrikt Wiedersbach zugewiesen. 1810 entstand Ruralgemeinde Rauenbuch, zu der Görchsheim, Hannenbach und Weißenmühle gehörten. Sie war in Verwaltung und Gerichtsbarkeit dem Landgericht Leutershausen zugeordnet und in der Finanzverwaltung dem Rentamt Colmberg. Ab 1862 gehört Rauenbuch zum Bezirksamt Ansbach (1939 in Landkreis Ansbach umbenannt). Die Gerichtsbarkeit blieb bis 1879 beim Landgericht Leutershausen, seit 1880 ist das Amtsgericht Ansbach zuständig. Die Finanzverwaltung ging 1880 an das Rentamt Ansbach über (1919 in Finanzamt Ansbach umbenannt). Die Gemeinde hatte 1964 eine Gebietsfläche von 5,343 km².
Im Zuge der Gebietsreform in Bayern wurde die Gemeinde Rauenbuch am 1. Januar 1972 nach Leutershausen eingemeindet.

### Bodendenkmal
In der Gemarkung Rauenbuch gibt es ein Bodendenkmal:
- Burgstall des ehemaligen Schlosses Rauenbuch derer von Seckendorff. Am Südrand von Rauenbuch auf dem Anwesen Nr. 9 Vertiefung des ehemaligen Wassergrabens und Reste alten Mauerwerks in einem Gebäude der Westseite erhalten.[26][27] Von dem Schloss hat sich eine Abbildung von 1568 erhalten.[28]

### Einwohnerentwicklung
Gemeinde Rauenbuch
| Jahr      | 1818   | 1840   | 1852   | 1855   | 1861   | 1867   | 1871   | 1875   | 1880   | 1885   | 1890   | 1895   | 1900   | 1905   | 1910   | 1919   | 1925   | 1933   | 1939   | 1946   | 1950   | 1952   | 1961   | 1970   |
| Einwohner | 155    | 164    | 170    | 172    | 163    | 158    | 161    | 174    | 165    | 165    | 152    | 143    | 139    | 165    | 154    | 156    | 149    | 146    | 138    | 220    | 220    | 189    | 156    | 145    |
| Häuser    | 34     | 27     |        |        |        |        | 32     |        |        | 31     | 29     |        | 28     |        |        |        | 24     |        |        |        | 29     |        | 28     |        |
| Quelle    | [ 30 ] | [ 31 ] | [ 32 ] | [ 32 ] | [ 33 ] | [ 34 ] | [ 35 ] | [ 36 ] | [ 37 ] | [ 38 ] | [ 39 ] | [ 32 ] | [ 40 ] | [ 32 ] | [ 41 ] | [ 32 ] | [ 42 ] | [ 32 ] | [ 32 ] | [ 32 ] | [ 43 ] | [ 32 ] | [ 23 ] | [ 44 ] |

Ort Rauenbuch
| Jahr      | 001818 | 001840 | 001861 | 001871 | 001885 | 001900 | 001925 | 001950 | 001961 | 001970 | 001987 |
| Einwohner | 45     | 56     | 57     | 51     | 44     | 34     | 37     | 57     | 45     | 37     | 28     |
| Häuser    | 13     | 10     |        |        | 9      | 9      | 7      | 7      | 7      |        | 7      |
| Quelle    | [ 30 ] | [ 31 ] | [ 33 ] | [ 35 ] | [ 38 ] | [ 40 ] | [ 42 ] | [ 43 ] | [ 23 ] | [ 44 ] | [ 1 ]  |

### Bürgermeister
| Name         | Herkunft  | Amtszeit  |
| ------------ | --------- | --------- |
| Hirsch       | Rauenbuch | 1836–1840 |
| Johann Ohr   | Rauenbuch | 1840–?    |
| Michael Ohr  | Rauenbuch | 1875–1906 |
| Georg Ohr    | Rauenbuch | 1906–1937 |
| Leonhard Ohr | Rauenbuch | 1937–1945 |
| Georg Ott    | Rauenbuch | 1945–1971 |

## Religion
Der Ort ist seit der Reformation evangelisch-lutherisch geprägt und bis heute nach St. Peter (Leutershausen) gepfarrt. Die Einwohner römisch-katholischer Konfession waren ursprünglich nach Kreuzerhöhung (Schillingsfürst) gepfarrt, heute ist die Pfarrei St. Vitus (Neunstetten) zuständig.

## Vereine
- Freiwillige Feuerwehr Rauenbuch

## Persönlichkeiten
Als auf dem Landwirtschaftsfest 1819 in Ansbach ländliche Dienstboten „wegen Sittlichkeit, Treue, Fleiß, Verträglichkeit und Häuslichkeit“ ausgezeichnet wurden, war darunter auch Maria Uebelhörin von Hannenbach, die 19 Jahre ununterbrochen als Bauernmagd in Rauenbuch bei einem Bauern tätig war.